# Suctobelbella claviseta
Suctobelbella claviseta är en kvalsterart som först beskrevs av Hammer 1961.  Suctobelbella claviseta ingår i släktet Suctobelbella och familjen Suctobelbidae.

## Underarter
Arten delas in i följande underarter:
- S. c. claviseta
- S. c. mauritii
- S. c. nipponica